# Vogelgriep

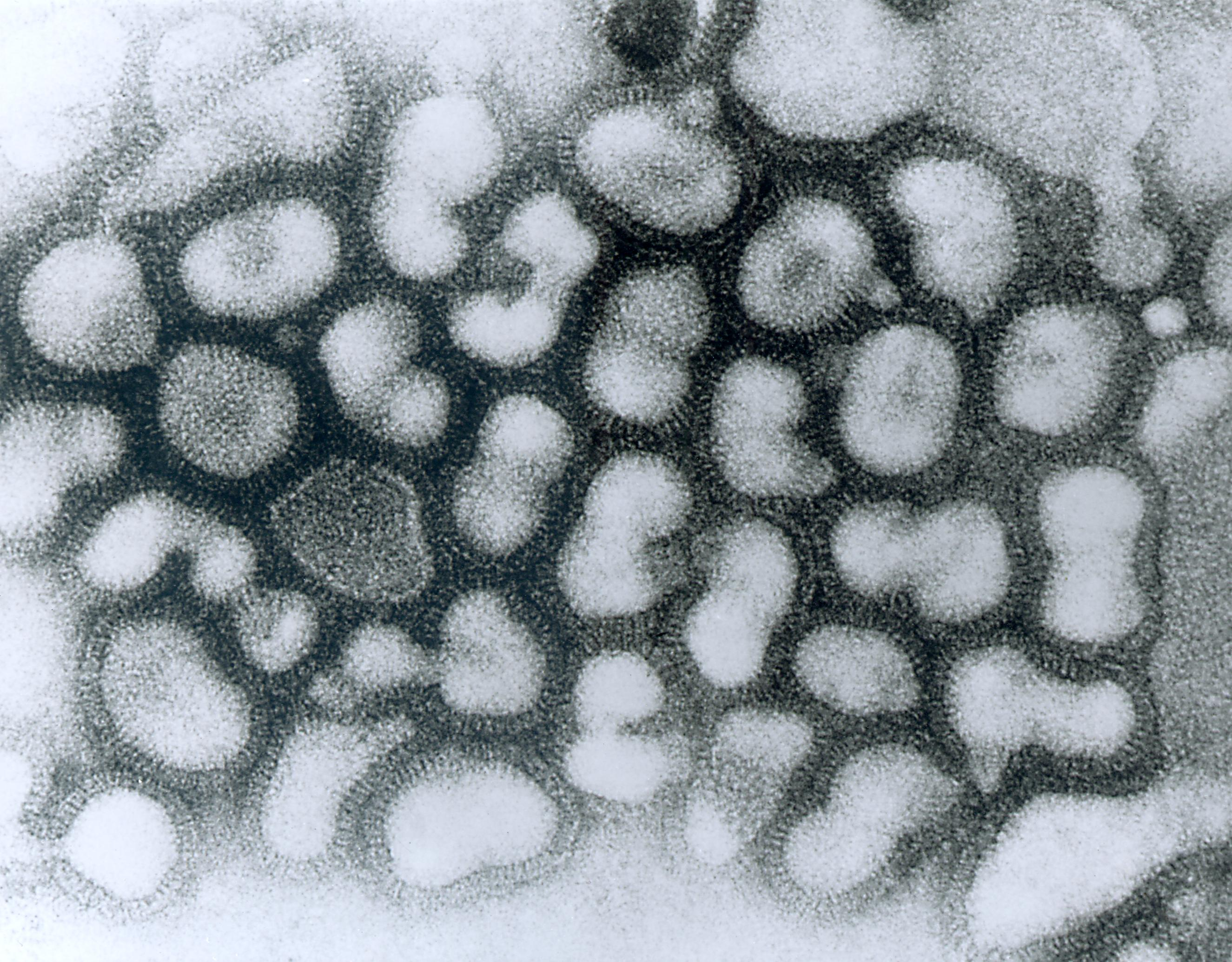
Vogelgriepvirus onder de elektronenmicroscoop

Vogelgriep, vogelpest of aviaire influenza is een ziekte die voorkomt bij vogels, voornamelijk hoenderachtigen, die griepachtige verschijnselen veroorzaakt, met sufheid, tranende ogen en opgezette kelen. Ook verkleurt de kam van de vogel. Sommige vogels sterven direct na de eerste besmetting. De incubatietijd bedraagt drie dagen tot twee weken. De ziekte is dodelijk voor kippen, kalkoenen, ganzen, roofvogels en eenden. Het risico dat mensen in Europa met vogelgriep besmet raken werd in 2024 “zeer klein” geacht.
De veroorzaker van de ziekte is een variant van het influenzavirus: het influenza A-virus. Dit virus is zeer variabel, zodat telkens nieuwe varianten ontstaan. Virussen vermenigvuldigen in een gastheercel. In één op de 10.000 gevallen kan door kleine foutjes in het vermenigvuldigingsproces (mutaties) een virus ontstaan dat anders, en mogelijk gevaarlijker, is dan het oorspronkelijke virus. Dit mutatieproces bij virussen heet antigene drift. Bij influenza A-virussen komt ook reassortment voor waarbij verschillende virussen genetisch materiaal met elkaar uitwisselen, genaamd antigene shift. Een laagpathogeen aviair influenzavirus kan muteren tot een hoogpathogeen virus dat een zeer besmettelijke, dodelijke variant voor de meeste vogelsoorten vormt.
De ziekte heeft niets te maken met de pest die in de middeleeuwen in Europa voorkwam.

## Vatbare diersoorten en mensen

### Dieren
Vogels die vatbaar zijn voor vogelgriep zijn: kippen, kalkoenen, parelhoenders, eenden, ganzen, pauwen, duiven met uitzondering van postduiven, kwartels, fazanten, patrijzen en roofvogels. Wilde watervogels kunnen besmet zijn, maar worden meestal niet ziek. Ook loopvogels zoals struisvogels, emoes en nandoes kunnen worden besmet.
Ook zoogdieren, waaronder mensen, kunnen door het vogelgriepvirus worden besmet. Tijdens de vogelgriepuitbraak in 2003 in Nederland bleek dat ook bij varkens de aanwezigheid van antistoffen tegen het vogelgriepvirus kan worden aangetoond. Dit bleek het geval te zijn op gemengde boerenbedrijven, met zowel varkens als kippen. Er waren geen aanwijzingen dat varkens het vogelgriepvirus verder verspreiden.
Op 16 februari 2004 werd in Bangkok (Thailand), bekendgemaakt, dat een luipaard aan het H5N1-virus was bezweken en dat een tijger aan het herstellen was van een infectie met het virus.
In oktober 2023 werd een dode ijsbeer ontdekt nabij Utqiaġvik (VS), die bij nader onderzoek aan vogelgriep bleek te zijn gestorven.
In maart 2024 werden er vogelgriep infecties waargenomen bij melkkoeien in de Verenigde Staten in de staten Texas, New Mexico en Kansas. De zieke koeien, meestal oudere, begonnen minder te eten en melk te geven. Maar zij stierven niet aan de ziekte en leken het in eerste instantie ook niet aan elkaar over te dragen. Omdat steeds meer kuddes in meerdere staten besmet raakte, lijkt het er inmiddels op dat er toch een mechanisme is die voor overdracht tussen koeien zorgt via een tussenstap zoals melkmachines of ratten. Ook zijn er sporen van het virus in consumenten melk gevonden met behulp van een PCR-test. Of dit actieve virusdeeltjes zijn valt niet vast te stellen. Pasteuriseren lijkt voldoende om het virus uit te schakelen want het is tot nu toe niet gelukt om levensvatbare virussen te kweken op de melk. Uit onderzoek in Nature van 8 juli bleek dat het virus zich bij koeien ook bindt aan receptoren in de hogere luchtwegen, wat er op wijst dat het virus zodanig muteert dat het ook voor mensen steeds meer een risico vormt. Onderzoek onder fretten wijst vooralsnog op een lage besmettelijkheid via ademdruppels.

### Mensen
Er zijn gevallen bekend in de Verenigde Staten van één paard en een aantal mensen. De ziekteverschijnselen waren daarbij vrij mild. In Hongkong trad een ernstiger besmetting op. In 1997 overleden zes slachtoffers aan besmetting met de H5-variant. Ook kan het virus bij mensen een oogontsteking (conjunctivitis) veroorzaken, die overgedragen kan worden van mens op mens.

#### Overleden dierenarts
Op 17 april 2003 overleed in het Jeroen Bosch Ziekenhuis in 's-Hertogenbosch een 57-jarige dierenarts aan een ernstige longontsteking. In de longen van deze dierenarts werd het vogelgriepvirus aangetoond. Omdat er geen andere mogelijke verklaring is gevonden voor het ziektebeeld, is er een sterke aanwijzing dat de man is overleden aan de gevolgen van infectie met het vogelgriepvirus. De man had op basis van de heersende richtlijnen van de Nederlandse overheid geen antivirale geneesmiddelen (bijvoorbeeld Tamiflu) ingenomen, hoewel hij werkzaamheden had verricht op een besmet bedrijf. Daarom is besloten de antivirale middelen ook bij kort contact met besmette vogels voor te schrijven.
Naar aanleiding van dat sterfgeval is door de Nederlandse rijksoverheid een commissie ingesteld onder leiding van Ben Bot. Deze commissie constateerde dat het overlijden van de dierenarts een ongelukkige samenloop van omstandigheden was, en dat de dierenarts zich strikt gehouden had aan de regels die op dat moment voor hem golden. De commissie constateerde ook dat de diverse instanties hebben gedaan wat op dat moment aangewezen leek. De dierenarts had geen (zichtbare) bindvliesontsteking gekregen, wat verder elk van de ruimers (ca. 100) die besmet zijn geraakt met het aviaire virus wel had. De dierenarts maakte op 2 april deel uit een specialistenteam van de Rijksdienst voor de keuring van Vee en Vlees (RVV). Het team onderzocht een (later bevestigde)  melding van een verdenking van aviaire influenza ('vogelpest') bij een pluimveebedrijf te Teeffelen. Teeffelen lag buiten het toezichtsgebied (=crisisgebied) dat door het ministerie van LNV was vastgesteld. Alleen binnen het toezichtsgebied golden speciale regels, zoals het preventief slikken van de virusremmer Tamiflu door ruimers (dierenartsen, vangers en rapers van de kippen etc.) van besmette en verdachte stallen.
Deze dierenarts is na de eerste griepverschijnselen getest op de vogelgriep, maar de eerste test was negatief. Een tweede test die later werd uitgevoerd was wel positief, maar toen was het al te laat voor een behandeling.

## Verspreiding
Verspreiding in de omgeving van besmette boerderijen komt het meest voor. Het virus kan zich verspreiden door de lucht, via direct contact tussen vogels en indirect via bijvoorbeeld uitwerpselen en transportmiddelen. Het vogelgriepvirus komt van nature in de milde vorm voor bij watervogels zoals wilde eenden. Sommige van deze milde varianten kunnen zich in pluimvee tot zogenaamde hoogpathogene vormen ontwikkelen, die ook voor de mens gevaarlijk kunnen zijn. Men denkt dat het virus in uitwerpselen ongeveer 100 dagen in leven kan blijven. Verspreiding via eieren is ook mogelijk, maar alleen omdat soms mest aan het ei kan plakken.
De vogelbescherming claimt dat het niet bewezen is dat trekvogels een (grote) rol spelen bij de verspreiding van de vogelgriep. Volgens de vogelbescherming Nederland is het waarschijnlijker dat het transport van besmet pluimvee, of vlees van pluimvee en eenden, het virus verspreidt. Onderzoek aan wilde eenden heeft laten zien dat trekvogels geen vogelgriep brengen maar het in Nederland oplopen. Het uitrijden van kippenmest op graslanden waar wilde vogels foerageren kan daarvan een oorzaak zijn. Deze bevindingen worden ondersteund door de resultaten van een langlopend onderzoek in België.
Wetenschappers van het Nederlandse Erasmus Universitair Medisch Centrum hebben onderzoek gedaan naar de uitbraken van vogelgriep. Uit dit onderzoek blijkt dat de meeste uitbraken van vogelgriep in de winter van 2005-2006 plaatsvonden aan de rand van een koufront. Een koufront is een gebied waar de maximum temperatuur tussen de 0 en de 2 graden Celsius ligt, dit is de ideale temperatuur voor de verspreiding van een griepvirus. Bovendien bevinden zich juist in die gebieden veel trekvogels omdat grote stukken water bij die temperatuur niet bevriezen, zodat de vogels hun voedsel in het water kunnen vinden. De vogels vliegen met de rand van het koudefront mee. De combinatie van de ideale temperatuur en het grote aantal gastheren geeft het griepvirus alle kansen om zich te verspreiden. Omdat de plaats van een koufront goed is te voorspellen kan de locatie van een uitbraak van vogelgriep in een vroeg stadium voorspeld worden, verwachten de wetenschappers.
In België wordt de vogelgriep opgevolgd door het Federaal Agentschap voor de Veiligheid van de Voedselketen.

## Varianten gevaarlijk voor de mens
Alle vogelgriepvirussen behoren tot het grieptype A uit de virusfamilie Orthomyxoviridae. Grieptype A wordt verdeeld in subtypen volgens de proteïne-uitsteeksels hemagglutinine (H) en neuraminidase (N) vanuit de centrale viruskern.
Er zijn 16 H-typen, elk met 9 N-subtypen, waardoor er in totaal 144 verschillende combinaties mogelijk zijn. "Hx" verwijst naar het type hemagglutinine in de eiwitmantel en "Nx" naar het type neuraminidase. Het betreft in beide gevallen antigenen die een rol spelen bij respectievelijk binding aan de celmembraan en het loskomen van nieuw geproduceerde virussen uit een geïnfecteerde cel.
| Variant | Beschrijving |
| ------- | --- |
| H1N1    | De Spaanse griep van 1918 was H1N1, als gevolg waarvan ergens tussen de 20 en 40 miljoen mensen kwamen te overlijden.                                                          |
| H2N2    | Verantwoordelijk voor de Aziatische griep van 1957 en 1958 waardoor ten minste 1 miljoen mensen omkwamen.                                                                      |
| H3N2    | Veroorzaakte de epidemie van 1968 en 1969, de Hongkonggriep, met 750.000 doden.                                                                                                |
| H5N1    | Sinds 1997 zijn tientallen miljoenen vogels aan deze vorm gestorven, en meer dan 100 mensen zijn positief bevonden op het virus, van wie ongeveer de helft eraan gestorven is. |
| H5N8    | In 2020 zijn enkele medewerkers van een Russisch pluimveebedrijf positief getest. Zij hadden milde klachten.                                                                   |
| H7N2    | Brak uit bij kippen in de Verenigde Staten in 2002, 44 mensen werden positief bevonden op het virus.                                                                           |
| H7N3    | In februari 2004 werd deze vorm vastgesteld in Noord-Amerika, twee mensen werden positief bevonden op het virus.                                                               |
| H7N7    | In 2003 werden 89 mensen positief bevonden op het virus in Nederland. Er was één dode.                                                                                         |
| H7N9    | In 2013 voor het eerst bij mensen vastgesteld. |
| H9N2    | Drie infecties bekend bij mensen in China en Hongkong. |
| H10N7   | In 2004 is in Egypte voor het eerst H10N7 bij mensen vastgesteld. Twee kinderen van een pluimveehandelaar werden ziek.                                                         |

## Vogelgriepepidemieën
Tussen 1959 en 2003 is twintigmaal een epidemie opgetreden van vogelgriep, in verschillende landen van de wereld. In 1926 en 2003 traden epidemieën van vogelgriep in Nederland op. In 2003 betrof het de H7N7-variant. Een aantal boerderijen werden "geruimd" om verspreiding van het virus te voorkomen, dat wil zeggen dat alle kippen werden afgemaakt.
Eind 1999 was er in Italië een epidemie, die vijf maanden duurde. Er stierven bijna 14 miljoen vogels, vooral kalkoenen.

### 2004
In Azië heerst sinds het einde van 2003 een nieuwe vogelgriepepidemie. In veel landen worden kippen preventief geslacht en de bevolking voorgelicht. Alleen in Thailand ontkende de regering aanvankelijk dat er vogelgriep was. Volgens de Thaise regering was er een cholera-epidemie onder het pluimvee, maar niet een vogelgriepepidemie. Om te demonstreren dat het eten van kippenvlees geen gevaar inhoudt, werd op 20 januari 2004 een lunch van minister-president Thaksin Shinawatra rechtstreeks op televisie uitgezonden. Bij de warme maaltijd aten de minister-president en verscheidene kabinetsleden uitsluitend kippenvlees. Binnen enkele dagen moest de Thaise regering echter bakzeil halen en toegeven dat er wel degelijk sprake van een vogelgriepepidemie was. Er werden drastische maatregelen genomen om de zieke vogels massaal te slachten.
Eind januari was de epidemie al uitgebreid naar Vietnam, Laos, China, Thailand, Indonesië, Cambodja, Japan, Zuid-Korea, Taiwan en Pakistan. Eind januari 2004 waren er in Vietnam al acht menselijke slachtoffers. Dit vormde aanleiding voor dr. Shigeru Omi, directeur van het WHO West Pacific-kantoor, om een waarschuwing uit te sturen. Hij zei dat miljoenen mensen in de hele wereld kunnen omkomen, als de H5N1-variëteit van het vogelgriepvirus zich zou combineren met een mensengriepvirus, dat ook onderweg is naar de regio.
Medio februari werd er vogelgriep geconstateerd onder pluimvee in Texas (VS). Het virus dat hier in het spel is, H5N2, wordt niet verondersteld gevaarlijk voor de mens te zijn.

### 2005
In augustus 2005 werd vogelgriep aangetroffen in Kazachstan. Deze wordt veroorzaakt door het H5N1-virus. Overgedragen op mensen kan dit dodelijk zijn. De uitbraak werd geconstateerd in het dorp Golubovka, in het noorden van Kazachstan bij de grens met Rusland. Ook rond de stad Novosibirsk, deed zich in juli 2005 een uitbraak voor. Men denkt dat trekvogels uit Zuidoost-Azië de ziekte hebben verspreid. In oktober 2005 bereikte het virus Europa. In Roemenië werden besmette eenden gevonden in een dorp in de Donaudelta. Ze waren vermoedelijk besmet door trekvogels uit Siberië. In het noordwesten van Turkije zijn 2000 kalkoenen gestorven aan het virus op één geïsoleerd bedrijf. In beide landen werden vogels in de omgeving van besmettingshaarden gedood om verdere verspreiding te voorkomen.
In 2005 was er een massale uitbraak van het H5N1-virus onder trekvogels aan het Qinghaimeer in Zuid-China. De Chinese overheid verleende weinig medewerking aan het onderzoek. Het virus hier was de H5N1 RK7-variant, de agressiefste tot dan toe. Deze kan worden overgedragen van vogels op mensen. Het kan echter niet worden overgedragen van mensen op mensen of van mensen op vogels. Diagnose is complex. Incubatietijd zeer kort.
Op 7 oktober meldde de Roemeense minister Gheorghe Flutur van Landbouw dat er in Roemenië drie gevallen waren geconstateerd van vogelgriep. Het zou geconstateerd zijn bij eenden in een dorp in de Donaudelta, waarschijnlijk trekvogels uit Rusland. De minister kon niet zeggen of het H5N1-virus de veroorzaker was. Een dag later, op 8 oktober werden er opnieuw drie gevallen gemeld waarmee het aantal op totaal zes kwam te staan. Dit keer zouden drie eenden positief op een test hebben gereageerd in het dorpje Smârdan. Om te voorkomen dat de ziekte zich zou verspreiden begon Roemenië die dag nog aan het ruimen van de (trek)vogels. Diezelfde dag zouden er al honderden worden afgemaakt. Niemand kon nog zeggen of het H5N1-virus de veroorzaker was.
Later die dag meldde de minister van Landbouw van Turkije dat er in het noordwesten van zijn land 2000 kalkoenen zouden zijn gestorven aan het vogelgriepvirus. De kalkoenen zouden gehouden worden bij een geïsoleerd bedrijf waardoor er geen andere dieren besmet zouden zijn. Iets meer dan een week later werd bekend dat in zowel Roemenië als Turkije de gevreesde variant H5N1 de veroorzaker was van de vogelgriep. Voor beide landen werd een invoerverbod ingesteld in de Europese Unie. In diezelfde maand deden zich nieuwe gevallen van vogelgriep voor in Rusland, Griekenland, Kroatië, Noord-Macedonië en Zweden.
Op 23 oktober stelde men in Kroatië het type H5N1 vast als gevolg van de dood van zes zwanen. In Zweden werd diezelfde dag bekendgemaakt dat er geen sprake was van vogelgriep bij de eerder vier dood gevonden eenden.
De Roemeense autoriteiten hebben op 28 oktober laten weten dat de dodelijke virusvariant H5N1 in Roemenië is geconstateerd in een gestorven visreiger vlak bij de grens met Moldavië.

### 2006
Begin 2006 stierven in Turkije drie kinderen uit één gezin aan vogelgriep (H5N1). Op 11 januari 2006 waren daar al 15 mensen, vooral kinderen, besmet. Op 18 januari stierf in Irak een kind aan vogelgriep. Op 8 februari werd bekend dat ook in Nigeria vogelgriep (H5N1) is geconstateerd. Op 11 februari werd H5N1 aangetroffen in wilde vogels in Italië, Griekenland en Bulgarije. Het virus werd ook aangetroffen in dode zwanen op het Duitse eiland Rügen. Op 18 februari werd ook in Frankrijk H5N1 geconstateerd. Frankrijk is daarmee het zesde land binnen de EU waar vogelgriep is opgedoken. In maart 2006 stierf er in Egypte een vrouw aan de gevolgen van de vogelgriep, het tweede slachtoffer van de vogelgriep in Egypte.
Op 1 augustus 2006 werd bekend dat de milde variant H7 van de vogelgriep, die ongevaarlijk is voor de mens, aanwezig was in Voorthuizen. In een straal van 3 kilometer werd een vervoersverbod afgekondigd en werd het besmette bedrijf direct geruimd. Verdere besmettingen hebben niet plaatsgevonden.
Op 30 oktober meldden Aziatische medische diensten een nieuwe variant die resistent is voor de anti-H5N1-medicijnen en daarmee gevaarlijk voor mens én dier.

### 2011
Op 25 maart 2011 werd bekend dat in het Zeeuwse Schore (gem. Kapelle), op een kippenboerderij vogelgriep heerste.
In dit geval ging het om de milde H7-variant, deze hoort bij de laagpathogene varianten die wat minder besmettelijk zijn en zich ook niet snel verspreiden.
Als vermoedelijke oorzaak werd opgegeven: uitwerpselen van overvliegende besmette vogels. Omdat de boerderij dicht bij de Westerschelde ligt, waren dit vermoedelijk eenden of ganzen.
De 127.500 kippen werden nog dezelfde dag geruimd.
Op 13 mei 2011 werd in Kootwijkerbroek vogelgriep bij een biologisch bedrijf geconstateerd en zijn er 8800 kippen geruimd. Ook was er een vervoersverbod voor pluimvee, eieren en mest in een zone van 3 kilometer rond het besmette bedrijf afgekondigd. Ook nu weer was het een milde variant.

### 2014
Op 15 november 2014 werd bekend dat op een boerderij in het Utrechtse Hekendorp de hoogpathogene H5N8-variant van de vogelgriep is uitgebroken.
Op 20 november duikt opnieuw een uitbraak op, nu in het Zuid-Hollandse Ter Aar. Gelijk wordt weer een landelijk vervoersverbod ingesteld voor pluimvee, eieren, pluimveemest en strooisel. Op 21 november werd ook vogelgriep vastgesteld in Kamperveen, Overijssel. Ook werden er op een eendenbedrijf in Barneveld alle 8.000 eenden geruimd omdat daar eerder een vrachtwagen was geweest die ook bij een besmet bedrijf in Kamperveen was geweest. Op 30 november werd een vijfde geval van vogelgriep (type H5N8) bekend. Het betrof een mestkuikenbedrijf in Zoeterwoude. Op 1 december 2014 werd bij Kamerik de H5N8-variant vogelgriepvirus aangetroffen bij wilde eenden, type Smient.

### 2015
In 2015 was er een uitbraak van H5N2 in het Midden-Westen van de Verenigde Staten. Op 30 mei waren al meer dan 43 miljoen vogels gestorven aan de vogelgriep of gedood (om verdere verspreiding te voorkomen), waarvan meer dan 30 miljoen in Iowa.

### 2016/2017
Eind november 2016 werd de hoogpathogene variant H5N8 aangetroffen bij twee pluimveebedrijven in Biddinghuizen. Beide bedrijven werden geruimd en er werd een vervoersverbod ingesteld. Later bleek nog een derde pluimveebedrijf in Biddinghuizen besmet te zijn met H5N8. Ook dit bedrijf werd geruimd. In december werd ook vogelgriep aangetroffen bij een pluimveebedrijf in Friesland bij Abbega. Hierna werden tot het einde van het jaar op meer plekken in Nederland dode vogels met H5N8 gevonden. Nog in maart 2017 werden er twee besmettingen vastgesteld bij pluimveebedrijven in Woerdense Verlaat en De Wijk. Het gevolg van deze langdurige epidemie was een maandenlange ophokplicht die voor pluimveehouders een financiële strop betekende. Zo mochten er gedurende de ophokplicht geen eieren verkocht worden als vrije uitloopeieren. Alle eieren moesten als scharreleieren worden verkocht, waardoor de betrokken pluimveehouders minder verdienden. Pas op 19 april, na vijf maanden, was het gevaar voor besmetting voldoende geweken om de ophokplicht op te heffen. Het is hiermee de langste ophokplicht die ooit was ingesteld wegens de vogelgriep.

### 2019/2020
Op 31 december 2019 was er in Oost-Polen een uitbraak van de hoogpathogene variant H5N8. Dat was de eerste HPAI-uitbraak in de Europese Unie van die winter. Daarna werden uitbraken gemeld uit meerdere landen in Midden- en Oost-Europa (Polen, Slowakije, Hongarije, Roemenië, Tsjechië, Duitsland en Oekraïne). Er waren al wat eerder ook twee dode besmette wilde vogels gevonden, een in Polen en een in Duitsland vlak bij de Poolse grens. Nadat op een hobbylocatie bij het Duitse Bretzfeld een geval van vogelgriep was geconstateerd, stelde minister Schouten van Landbouw, Natuur en Voedselkwaliteit per 12 februari 2020 voor heel Nederland een ophokplicht in voor alle bedrijven die commercieel pluimvee houden. Op 13 maart werd een tweede besmet hobbybedrijf in de buurt van Leipzig gevonden. De week daarop werd een derde besmettingsgeval gevonden bij een kalkoenenbedrijf in het noorden van Duitsland, dicht bij de grens met Groningen. Op 6 maart werd de ophokplicht voor commercieel pluimvee verlengd en op 28 april ingetrokken.

### 2020-2024
In oktober 2020 werd in Nederland bij wilde vogels het zeer besmettelijke type H5N8 vastgesteld. Op 23 oktober 2020 kwam er weer een ophokplicht voor bedrijven met commercieel gehouden gevogelte. Eendenhouderijen kregen ook te maken met hygiënevoorschriften voor stalstrooisel. Op 29 oktober 2020 volgde een afschermplicht voor vogels in dierentuinen, kinderboerderijen en bij hobbydierhouders. Op 19 juni 2021 werd de ophok- en afschermplicht in 5 van de 20 landelijke regio’s ingetrokken. Op 26 oktober 2021 echter werden opnieuw landelijk maatregelen van kracht. Vanaf 26 oktober 2021 gold dit weer alleen in sommige regio's. Vanaf 14 november 2023 gold de ophok- en afschermplicht weer voor het gehele land. Vanaf 26 maart  2024 gold de ophokplicht nog alleen in de regio’s waar pluimvee dicht bij elkaar leeft. Dit zijn de regio’s 7, 10 en 19 in de Gelderse Vallei en de Limburgse Peel. In deze regio's moesten commerciële houders hun vogels ophokken en moesten particuliere houders hun risicovogels afschermen. Bij commerciële pluimveebedrijven waren er nog extra hygiënemaatregelen voor personeel en bezoek verplicht. Op 24 april 2024 verviel de algemene ophokplicht volledig en werd de afschermplicht volledig ingetrokken. In december 2021 meldde het Duitse Friedrich-Loeffler-Instituut (FLI) dat Europa te maken heeft met de zwaarste uitbraak van vogelgriep ooit. In de periode oktober 2021 - oktober 2022 werden in Nederland 4,9 miljoen kippen, kalkoenen en eenden geruimd. In de periode tot en met februari 2023 was dat aantal gestegen tot 6,6 miljoen vogels. Ook roofdieren, met name vossen, bunzings en steenmarters bleken besmet te worden door het virus.

## Bestrijding en preventie
De vogelgrieprichtlijn 2005/94/EGvan de EU, die eind 2006 in nationale wetgeving moest zijn opgenomen, vervangen door Verordening (EU) 2016/429 en Uitvoeringsverordening (EU) 2020/687, maakte onderscheid tussen hoogpathogeen (HPAI) en laagpathogeen (LPAI) vogelgriep. Laagpathogeen vogelgriep maakt de dieren niet ziek, maar kan volgens wetenschappers muteren in hoogpathogeen vogelgriep, dat kippen wel ernstig ziek kan maken en potentieel ook kan overgaan op mensen. Daarom moet in beide gevallen het pluimvee op het besmette bedrijf en daaromheen geruimd worden en moeten de lidstaten in ieder geval maatregelen treffen in een 3 km-zone rondom een uitbraak. Dat kan alle eigenaren van voor vogelgriep vatbare (sier)vogels raken.
De EU betaalt 50% van de bestrijdingskosten, inclusief de vervanging van de dieren. In Nederland betalen de pluimveehouders de andere 50% (via het zogenaamde Diergezondheidsfonds) tot een maximum van € 20 miljoen in de periode tot en met 2009. Daarboven betaalt de Nederlandse overheid.
In de Verenigde Staten hanteert het Ministerie van Landbouw voor de hoogpathogene variant  (HPAI) de “Stamping-Out & Depopulation Policy” (Uitroeiings- en ontvolkingsbeleid), uitgewerkt in het zogenoemde “Red Book”.

### Doden van dieren
Bij deze bestrijdingsmethode worden alle besmette dieren en dieren binnen een bepaalde straal van een besmet bedrijf gedood. Dit geldt voor zowel hobbymatig als bedrijfsmatig gehouden pluimvee.
Er wordt gebruikgemaakt van verschillende methoden om de kippen te doden:
- met behulp van koolstofdioxide, dat wordt toegevoegd aan containers waar de kippen in zijn geladen. Een goedkope maar onethische methode, omdat de dieren een zeer angstige en benauwde verstikkingsdood sterven.[24]
- met behulp van koolstofmonoxide. Daarbij wordt de schuur volledig afgesloten en gevuld met koolmonoxide en kooldioxide. Deze methode is veel diervriendelijker dan met koolstofdioxide maar wel gevaarlijker voor de mensen die ermee omgaan.
- door elektrocutie.

### Vervoersverbod
Daarnaast wordt vervoer van pluimvee en broedeieren in de omgeving van de besmettingshaard verboden. Het vervoersverbod geldt ook voor runderen, varkens, schapen, geiten en paarden naar of van een bedrijf met pluimvee. Ook het vervoeren van mest wordt verboden.

### Ophokplicht
Ook de ophokplicht is een mogelijke maatregel om de verspreiding te beperken. Hierbij wordt alle pluimvee binnengehouden, waardoor vooral contact met wilde vogels minimaal wordt. Deze maatregel werd bijvoorbeeld toegepast in oktober 2005 in Nederland en België. De ophokplicht gold opnieuw van 13 februari tot 30 april 2006 voor alle vogelhouders (ook hobbyisten) in Nederland, en van 1 maart tot 30 april 2006 in België. Ook van november 2016 t/m april 2017 was er vijf maanden lang een ophokplicht in Nederland. En op 12 februari 2020 werd voor heel Nederland een ophokplicht ingesteld voor alle bedrijven die commercieel pluimvee houden. Vanaf 26 oktober 2021 gold dit alleen in sommige regio's. Sinds 14 november 2023 geldt de ophok- en afschermplicht weer voor het gehele land. Ook vanaf 21 november 2024 geldt een landelijke ophok- en afschermplicht voor het gehele land.

### Vaccinatie
Inenting van vogels is mogelijk maar erg kostbaar als het om grote aantallen gaat. Probleem daarbij is dat sommige landen, bijvoorbeeld Duitsland, eieren van gevaccineerde kippen niet willen importeren. De EU hanteert in principe ook een non-vaccinatiebeleid omdat de aanwezige antistoffen in een vogel bij besmetting niet afwijken van de antistoffen die vrijkomen bij inenting. Importerende landen nemen daarom het zekere voor het onzekere door iedere vogel met antistoffen te weigeren. Dit maakt dat vaccins weinig werden gebruikt en dus kostbaar en verliep de ontwikkeling van nieuwe vaccins traag.
Bij uitzondering kan men toestemming krijgen om toch te vaccineren. Zo kreeg de Gemeente Rotterdam in 2003 toestemming om dierentuinvogels te vaccineren. In januari 2006 kreeg minister Veerman van Landbouw en Visserij permissie dat Nederland en Frankrijk vogels preventief mochten inenten, zonder dat de verhandelbaarheid van het vlees of andere producten (zoals eieren) in gevaar kwam. Nederland vaccineerde hobbyvogels en later ook vrije-uitloopkippen. Frankrijk begon in februari 2006 voornamelijk ganzen voor de leverproductie in de streek rond de stad Bordeaux in te enten. Andere Europese landen mogen deze producten van ingeënte dieren niet weigeren. Dit is een eerste stap naar een volledige afschaffing van het non-vaccinatiebeleid van de EU, momenteel bepaald in Uitvoeringsverordening (EU) 2023/361.
Op 18 november 2014 werd bekendgemaakt dat onderzoekers van de Rijksuniversiteit Groningen, het Universitair Medisch Centrum Groningen, het Centraal Veterinair Instituut in Lelystad en de Universiteit Utrecht een nieuw en veilig vaccin tegen de vogelgriep op basis van een poeder hadden ontwikkeld. Het middel is geschikt voor grootschalige vaccinatie van pluimvee, omdat niet elk individueel dier geënt hoeft te worden.

### Ellebooggroet
De Wereldgezondheidsorganisatie stelt voor om bij een vogelgrieppandemie een ellebooggroet in te voeren. In plaats van het traditionele handenschudden moeten mensen elkaar dan begroeten door elkaar met de ellebogen aan te tikken. De handen vormen namelijk een haard van bacteriën en virussen.

### Windbreekgaas
Uit onderzoek door de Gezondheidsdienst voor Dieren is gebleken dat windbreekgaas de hoeveelheid AI-virusdeeltjes die via de lucht de stal binnenkomen met een factor 100 vermindert.

## Gevaar voor de volksgezondheid
Vogelgriep wordt veroorzaakt door een bepaald soort influenzavirus. Dit virus kan af en toe ook mensen besmetten. De kans daarop is niet groot, mensen worden niet gemakkelijk aangestoken door de vogelgriep. De kans op overdracht van het virus van mens op mens is gering. Iedereen die direct bij de ruiming van besmet pluimvee betrokken is, loopt een klein risico op besmetting en krijgt daarom antivirale middelen voorgeschreven. Sommige varianten van het virus kunnen dodelijk zijn, bijvoorbeeld het type H5N1.
Er bestaat een kleine kans dat een mens die al met het mensengriepvirus is besmet, ook besmet wordt met het vogelgriepvirus. In dat geval zouden de beide virussen in een gastheercel erfelijk materiaal kunnen uitwisselen en zou er een nieuwe variant van het mensengriepvirus kunnen ontstaan, die gevaarlijk zou zijn voor de volksgezondheid, en zelfs een pandemie zou kunnen veroorzaken. Om deze, niet geheel onwaarschijnlijke, situatie te voorkomen krijgt iedereen die direct bij de ruiming van pluimvee in Nederland betrokken is en mensen die wonen of werken op een bedrijf in het beschermingsgebied een griepprik aangeboden.
In Nederland houden sommige dierenartsen die in de pluimveesector werken uit voorzorg antivirale middelen beschikbaar. Deze worden echter pas vergoed door de overheid als er daadwerkelijk een reden is om ze in te nemen.

### Pandemie
Een studie van de Wereldgezondheidsorganisatie heeft aangetoond dat indien het virus door een mutatie ooit een nieuwe pandemie zou veroorzaken de grootste risicolanden Zuid-Afrika, VS, Groot-Brittannië, Duitsland, Nederland, België en Luxemburg zullen zijn omdat die landen een hoge bevolkingsdichtheid kennen en omdat veel inwoners vaak verre reizen maken en zo infecties het land in kunnen brengen. Als het ooit zover komt zullen de gevolgen groot zijn.
Voor Nederland heeft het Rijksinstituut voor Volksgezondheid en Milieu (RIVM) een schatting gemaakt dat wanneer een pandemie uitbreekt, in een periode van drie maanden ongeveer een kwart van de bevolking ziek wordt. Een op de honderd van de besmette mensen zou eraan overlijden, wat neerkomt op ongeveer 40.000 burgers.
Europa heeft fondsen beschikbaar gesteld voor research naar een vaccin en om door verbeterde controles sneller infecties bij pluimvee op te sporen.